# Havdalah

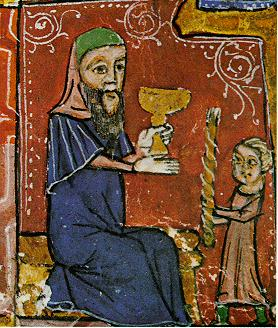
Rituale della Havdalah, Spagna XIV secolo.

L'Havdalah (ebraico:הבדלה) è la preghiera ebraica che si recita al termine dello Shabbat o di alcune festività ebraiche.
Il termine esprime la separazione tra il periodo sacro e quello ordinario.
Per sancire la separazione tra sacro e profano, tra lo Yom Kippur, lo Shabbat o i giorni di Yom tov ed i giorni feriali o altri giorni di festa o di Chol haMoed (in questo caso tra santo e santo, su diversi livelli) vengono fatte tre benedizioni sul vino, sul fuoco e su dei profumi.

## Origine
Durante il primo Shabbat della Creazione miracolosamente Dio concesse la luce celeste infatti Adamo non si accorse del sopraggiungere delle tenebre con il crepuscolo e la sera; terminato lo Shabbat, una volta ritirata questa luce Adamo, gemendo con le mani sul viso, disse: " Guai a me! Hashem mi ha punito per il mio peccato!" Dio fece allora avere ad Adamo due pietre da cui, se strofinate, scaturisce del fuoco: Adamo lodò quindi Dio con la benedizione sul fuoco recitata ancora oggi con l'Havdalah. (Midrash Shokher Tov 92)

## Havdalah di Shabbat

### "Eliahu haNavì"
Durante la celebrazione dell'Havdalah alcuni ebrei usano recitare un canto rivolto a Dio e dedicato al profeta Elia.

#### Brano
Qui riassunta o accennata, durante questa preghiera ebraica, in cui si ricorda l'"arrivo" del Mashiach ben Davide, si richiede a Dio la rivelazione e/o la resurrezione anche del Profeta Elia: integerrimo, con pace e fede, redentore d'Israele, accusatore degli adoratori del sole, che impedì pioggia secondo profezia e provvidenza, tre anni senza rugiada né pioggia, che cercò l'Hitbodedut per tranquillità dell'anima, nutrito con un accordo "tramite" alcuni "corvi", ascoltato da HaShem, annunciatore di buone notizie, colui che porta affetto dei figli verso i padri, vicino ai Cieli ed alla Gloria divina, che agì con zelo per il Nome eccelso, visionario per visioni profetiche, che porta Simchah a padri e figli, vicino allo studio della Torah ed alla luce, che si può presentare anche in sogno, apportatore d'amore tra genitori e figli e figli e genitori.
Anch'egli fu Zaddiq e devoto, nonché Chassid.

### I cancelli celesti
I cancelli celesti, di cui a Dio si chiede l'apertura, sono quelli di:
- luce
- benedizione
- felicità
- gioia
- conoscenza
- onore e gloria
- buona congregazione
- canto
- esultanza
- misericordia
- grazia e bontà
- vita felice
- benessere
- salvezza
- espiazione
- nutrimento
- studio della Torah Lishmah
- cibo
- perdono
- consolazione
- accettazione
- aiuto
- riscatto
- buon mantenimento
- carità
- giubilo
- fierezza
- guarigione completa
- pace
- tranquillità
- Torah
- preghiera
- pentimento
- liberazione

## Halakhah
- È possibile recitare l'Havdalah sino al tramonto del martedì non recitando però la benedizione di separazione, sostituita invece con il versetto Barukh hamavdil bein qodesh lekol all'uscita dello Shabbat durante la sera del sabato, né quelle sul lume e sui profumi ma solo quella sul vino.
- Quando capitino Yom tov o Chol haMoed durante la settimana successiva allo Shabbat appena trascorso, non si recita il brano su "i cancelli celesti" ed altri versetti brevi in cui si ricordano i giorni di lavoro.
- Quando capiti un giorno sacro dopo lo Shabbat si recita la benedizione di separazione concludendo dicendo ...che separi tra santo e santo, ...qodesh leQodesh.